# 장강삼협

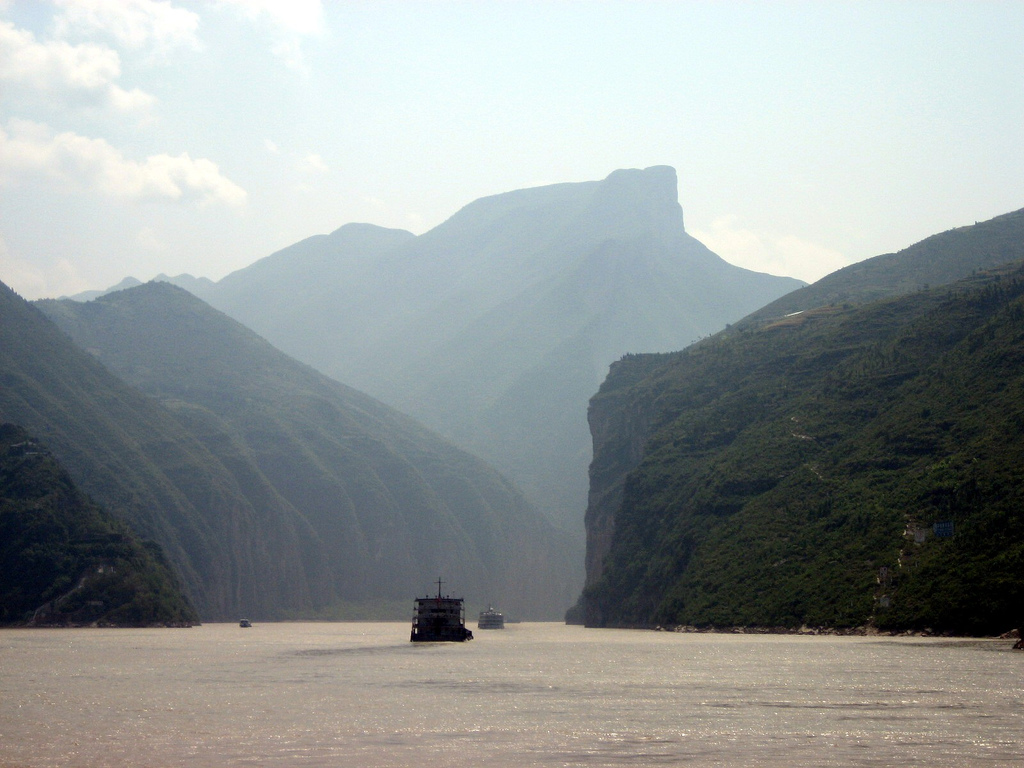
구당협의 기문 (2006년)

장강삼협(長江三峽, 창장싼샤)은 중화인민공화국 충칭시와 후베이성 경내의 장강 주류에 있는 세 개의 협곡의 총칭이다. 충칭시 펑제 현의 백제성에서 후베이성 이창 시 남진관까지 193km의 사이에, 8km에 이르는 가장 상류의 《구당협》(瞿塘峽), 45km에 이르는 《무협》(巫峽), 그리고 66km에 이르는 가장 긴 《서릉협》(西陵峽)이 연속하는 경승지이다. 삼협을 배로 왕복하는 크루즈는 많은 관광객들에게 인기 있는 코스로 충칭에서 이창, 우한, 상하이를 운항하고 있다. 삼협의 하류에는 국가적 사업인 《싼샤 댐》이 건설되어 삼협의 경관이나 환경 등을 크게 변화시켰다.

## 개요

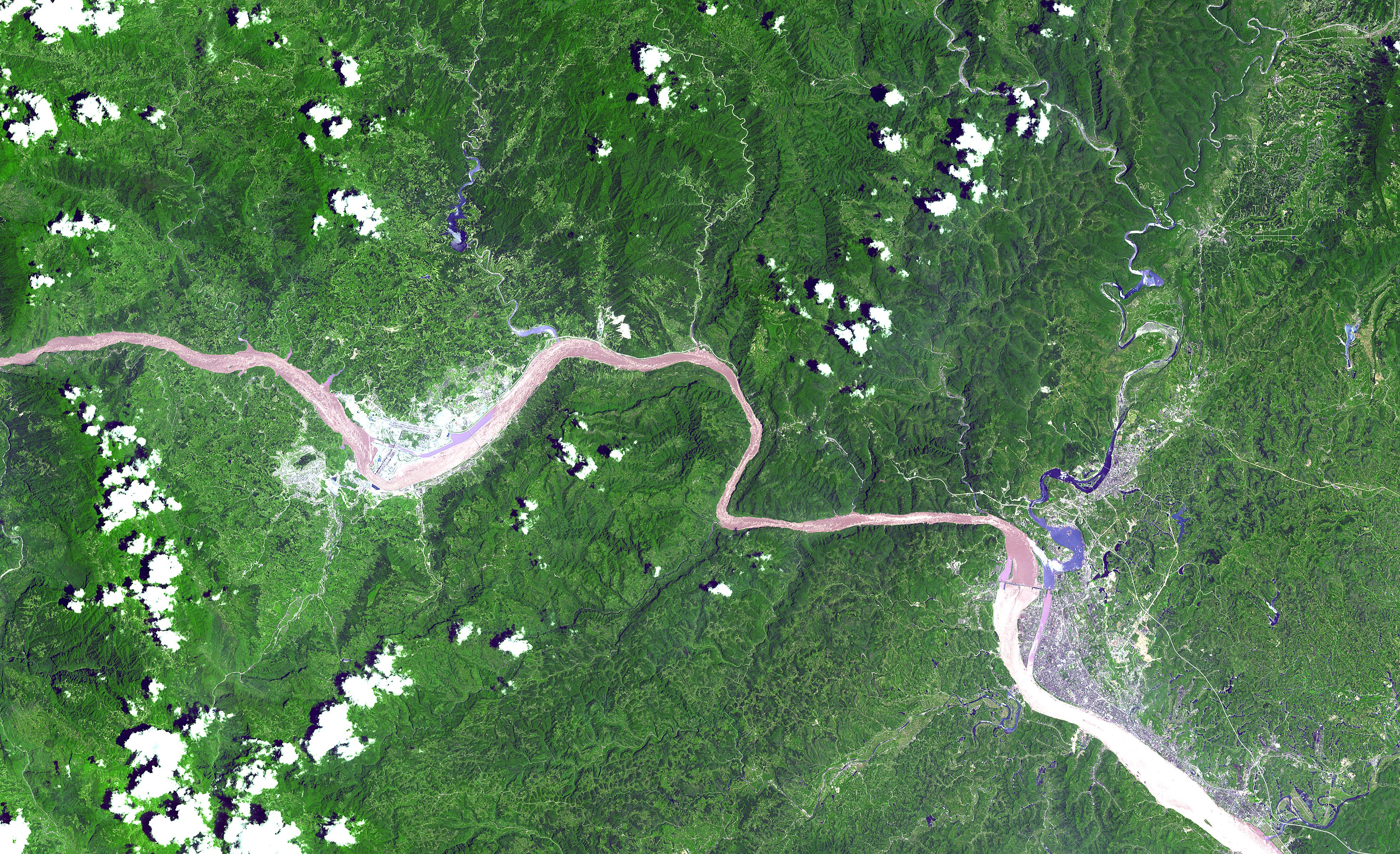
삼협의 인공위성 사진

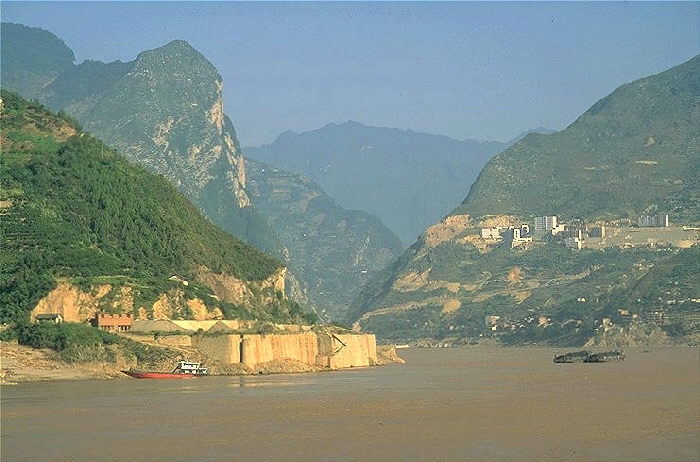
1990년대 후반의 삼협

삼협에서는 쓰촨 분지를 나온 장강이 분지의 동쪽에서 동서로 뻗은 《무산》(巫山) 등이 홀쪽하고, 험한 습곡 산맥을 관통해 흐르고 있다. 장강 양쪽으로 우뚝솟은 높은 산은 가끔 안개나 구름에 자욱하게 둘러싸여 산수화와 같은 풍경을 연출한다. 아름다운 풍경뿐만 아니라 중국의 역사적으로, 문화적으로도 중요하며, 예부터 시와 글로 노래한 풍경이나 고건축이 삼협 주변에 산재해 있다. 예부터 〈구당은 웅장하고, 무협은 수려하며, 서릉은 기괴하다〉(구당웅, 무협수, 서릉기)고 삼협을 평가했다. 댐 건설 전의 삼협은 장강 수운의 험한 곳이며, 여름에 물이 불면 수위가 올라 항해에 위험이 따랐다.
삼협 지역에는 지질의 차이에 따라 구당협, 무협, 서릉협과 같이 험하고, 폭이 좁은 협곡의 부분과 넓고 완만한 관곡의 부분이 있다. 삼협 특유의 경관인 협곡 부분은 석회암이 많아 풍화에는 지극히 강하지만 물에는 용식되기 쉽고, 물이 흐르는 부분만큼이 깊게 패여 간다. 또 석회암에는 수직의 균열이 생기기 쉽고, 물이 균열된 부분으로 흘러들어와 그 아랫 부분을 침식해 간다. 골짜기가 깊어지면 양안의 바위가 평형을 잃고, 수직으로 발달한 균열에 따라 골짜기에 떨어져 내려 양안이 우뚝 솟아 있는 절벽이 되었다. 사암이나 혈암이 많은 지역은 침식이 진행되는 차이가 생겨 넓은 골짜기를 형성하고 있다.
무산으로 대표되는 쓰촨 분지 동부의 습곡 산맥군은 7000만년 전의 연산운동에 의해 형성되었다. 이러한 산맥은 서남에서 동북 방향으로 뻗어, 남쪽은 높고, 북쪽은 점차 낮아지고 있다. 이 산맥들과 《대파산맥》(파산)의 사이에 생긴 낮고, 움푹 들어간 부분을 지나 옛날의 장강은 동쪽으로 흘렀지만, 지각의 상승에 의해 협곡이 더욱 깊어져, 현재와 같이 험하게 우뚝 솟은 지형이 되었다.

### 구당협
최상류에 있는 《구당협》(瞿塘峽)은 길이 8km로 비교적 짧지만 가장 웅대한 부분이기도 하다. 높이 1000m를 넘는 산맥을 일도양단 한 것 같은 협곡을 장강이 관통한다. 이백은 구당협에 있는 기문(夔門)의 정경을 찬송하였다. 기문은 100m의 폭의 장강 양안에, 강수면에서의 높이가 1,200m에 이르는 높이 솟은 석회암 절벽이 문기둥과 같이 서 있는 곳으로 예부터 기문천하웅(夔門天下雄)이라고 그 웅대함을 칭해 왔다. 북쪽 언덕에는 백제성과 백제묘가 있는 백제산이 있지만, 댐 호수의 축수로 호수에 떠올라 있는 섬이 되었다.

### 무협

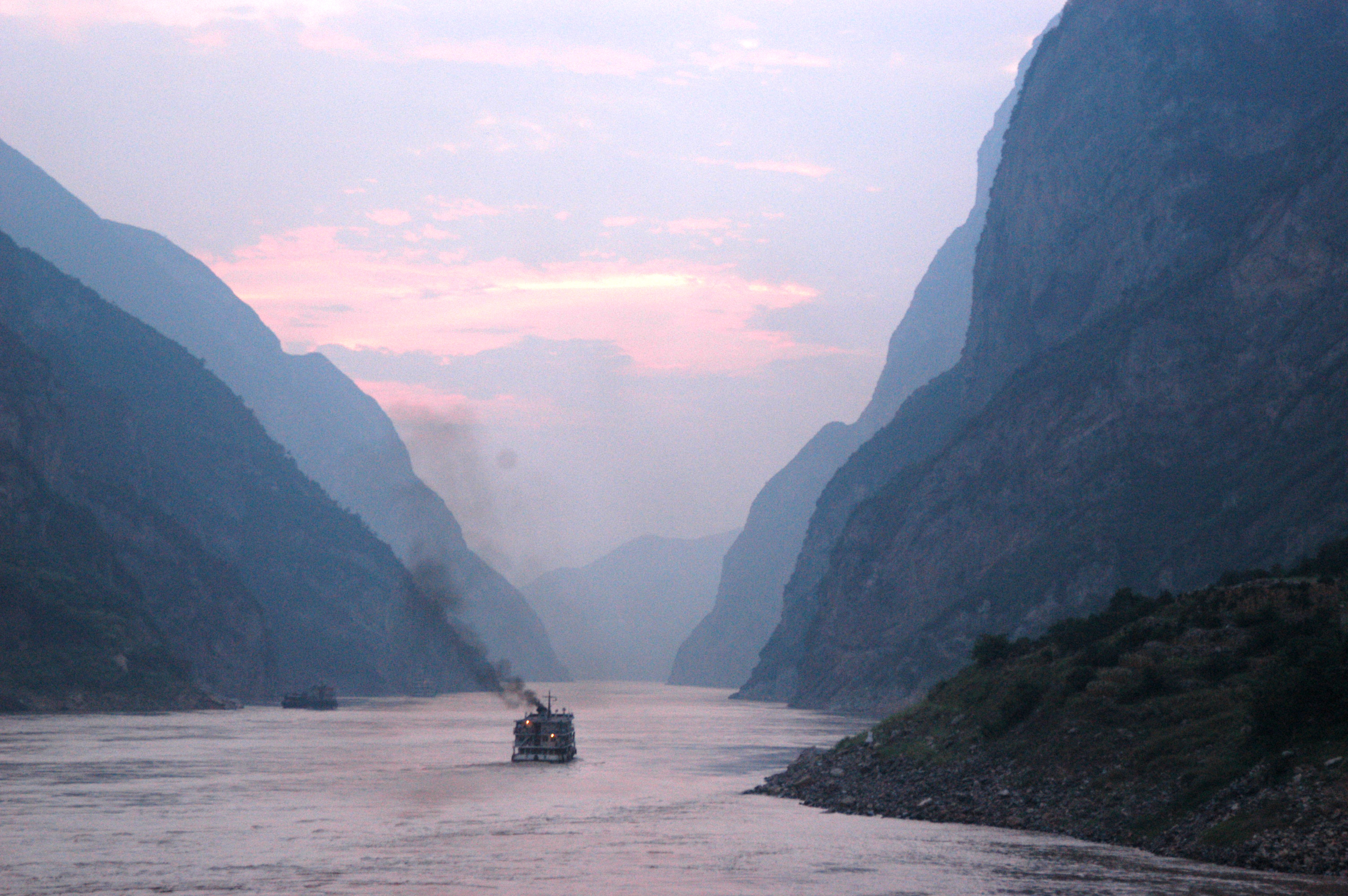
석양의 삼협（2002년）

구당협과 이어진 《무협》(巫峡))은 충칭시와 후베이성의 경계에 있는 45km 길이의 계곡으로, 《무산산맥》을 북서에서 남동에 꽤뚫고 무산산계의 사이를 동서로 흘러간다. 무산의 십이봉을 시작으로 하는 수려한 경관이 많은 문인묵객에게 영감을 주어 왔다. 십이봉에서도 《신녀봉》(神女峰)은 가장 볼 만한 곳으로 구름 속에 봉우리 자락을 내밀고 있다.

### 서릉협
마지막 《서릉협》(西陵峽	)은 70km 가까운 길이로 삼협 중 가장 길며, 무산의 동쪽에서 남북 방향으로 나란히 뻗어있는 산맥을 장강이 차례 차례 관통한다. 양안에는 험한 바위 봉우리로 둘러싸여 있다. 몇 개의 사원과 취락이 있는 것 외에 사람의 모습은 없고, 일곱 개의 계곡과 두 개의 급류가 있어 위험한 장소이다. 《삼두평》(三斗坪)은 일찍이 한 채의 집에서 삼두(세 말, 三斗)의 쌀로 가게를 열어, 여행자에게 식사와 숙소를 제공했다고 전해지는 이야기에서 만들어진 지명이지만, 이 곳에 폭 2,309m의 싼샤 댐이 건설되었다. 배는 댐을 우회 하는 갑문을 거쳐 항해한다. 서릉협 하류의 급류는 1970년부터 1988년에 걸쳐 건설된 갈주댐(싼샤 댐의 38km 하류)에 의해 흐름이 느려져 항행이 편해졌다.

## 싼샤 댐

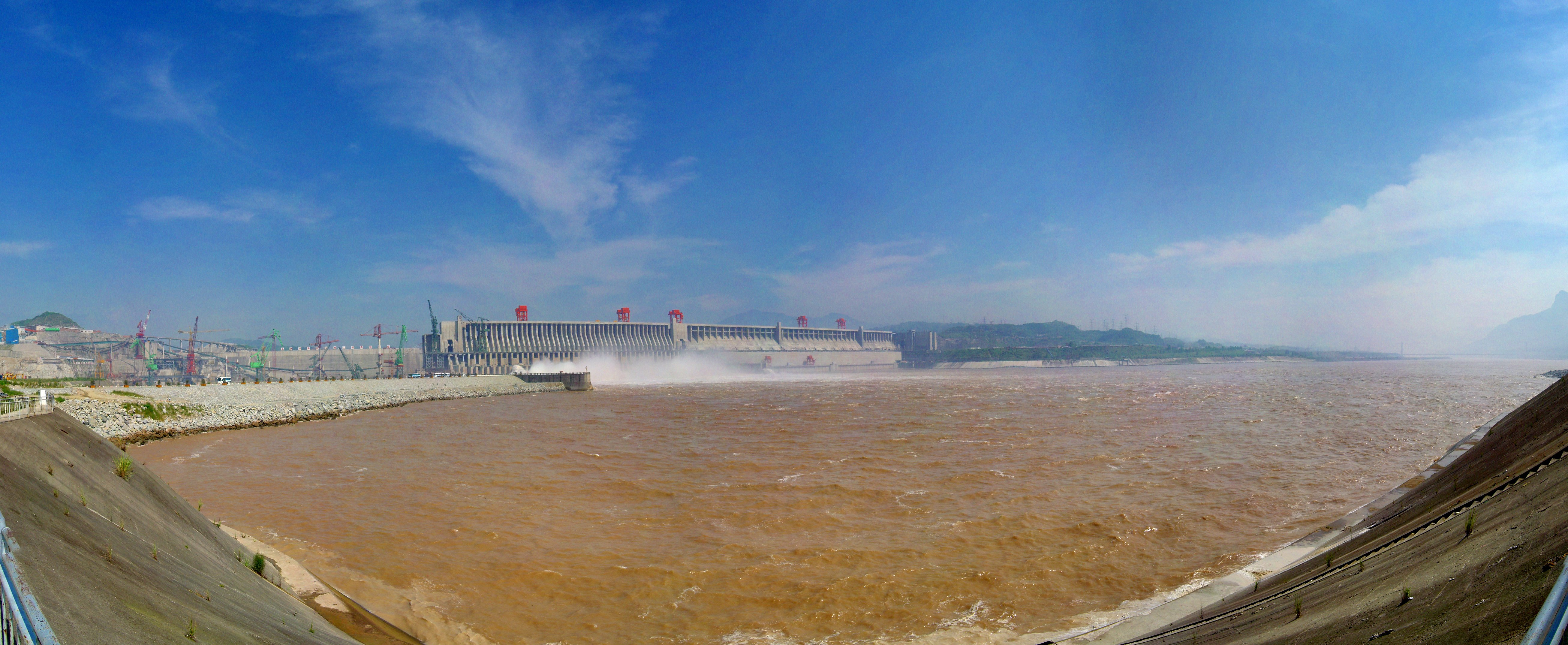
싼샤 댐 2004년

서릉협의 중간에 있는 이창 시 쯔구이 현의 《삼두평》에는 국책 사업인 《싼샤 댐》 및 수력 발전소가 건설되어 2006년 여름에 완성되었다. 또 축수는 2003년부터 단계적에 행해져 서릉협의 서쪽 중간에서 무협, 구당협까지의 범위로 강의 수위가 올라 호수가 형성되었다. 2008년 말까지 수면은 만수 시에 해발 175m에 이르며, 평균 너비 1.1km, 길이 660km, 면적 1,045km2의 댐 호수가 탄생하였다. 싼샤 댐의 수위와 하류의 수위와의 낙차는 68m, 댐 상류의 삼협이나 지류의 소삼협 등도 수위가 60m로 상승해 경승지나 유적이 수몰될 예정이며, 충칭에서도 6m 정도 수위가 상승한다.
댐 건설로 인해 수몰 예정지가 많은 시나 마을의 주민이 이전을 재촉당하는 등 사회적 영향이 크고, 장강 유역 일대의 생태계 파괴도 우려되고 있다. 또한 지금까지 삼협의 양측으로 우뚝 솟아 있던 산의 산 중턱까지 수위가 상승하여, 산이 이전에 비해 낮게 보이는 등 경관이 크게 훼손되었다. 그러나 댐 완성 후의 풍경도 여전히 웅대함을 간직하고 있어 장강 크루즈는 계속되고 있다. 댐 호수 형성으로 삼협의 강 폭이 넓어졌기 때문에 충칭까지 보다 큰 화물선이 투입되어 하천 교통량은 증가되었다.

## 같이 보기
- 싼샤 댐